# Marek Chojnacki
Marek Chojnacki (Łódź, Polonia, 6 de diciembre de 1959) es un exfutbolista polaco que jugaba en la posición de defensa. Chojnacki pasó la mayor parte de su carrera futbolística en el ŁKS Łódź de la Ekstraklasa, apareciendo en más de 450 partidos de liga. En 1989 también jugó en el Ethnikos Piraeus F.C. de la Superliga de Grecia. También representó a Polonia en el Copa Mundial de Fútbol Juvenil de 1979 celebrada en Japón, quedando en cuarto lugar. Con la selección absoluta disputó 4 partidos internacionales.
Como entrenador, Marek Chojnacki ha dirigido a diversos clubes polacos como el Odra Opole, el Stomil Olsztyn, el Arka Gdynia, el Zagłębie Sosnowiec y en varias ocasiones el ŁKS Łódź, además del FC Vilnius de la A Lyga de Lituania, equipo donde conoció al jugador internacional brasileño Paulinho, que más tarde ficharía para el ŁKS.